# Çıksalınspor
Çıksalın Spor Kulübü bzw. Çıksalınspor ist ein türkischer Fußballverein aus Çıksalın, einem Bezirk des Istanbuler Stadtteils Beyoğlu, und wurde 1955 gegründet.

## Geschichte

### Gründung und die ersten Jahre
Der Klub wurde 1955 in Çıksalın, einem Bezirk des Istanbuler Stadtteils Beyoğlu, gegründet. Unter den Gründungsmitgliedern befand sich auch Nesimi Çekcan, der auch erste Vereinspräsident und Cheftrainer von Çıksalınspor wurde. Nach der Gründung spielte der Verein in den unteren Istanbuler Amateurligen. Während der politisch angespannten Zeit vor und nach dem Militärputsch von 1980 stand der Verein kurz vor der Auflösung. Später festigte er aber seine Position wieder.

### Einstieg in den Profifußball
Zum Sommer 2012 stieg der Klub in die Bölgesel Amatör Lig, in die höchste türkische Amateurliga, auf. In seiner Spielzeit in dieser Liga beendete Çıksalınspor sie als Meister und stieg damit das erste Mal in seiner Vereinshistorie in die TFF 3. Lig auf. Dieser Aufstieg bedeutete auch die erste Teilnahme des Vereins am türkischen Profifußballbetrieb. Ihre Heimspiele bestreitet die Mannschaft normalerweise auf einem Trainingsfeld. Nach dem Aufstieg in die TFF 3. Lig verwendete die Mannschaft aber übergangsweise das Vefa Stadyumu für seine Heimspiele.

## Ligazugehörigkeit
- 4. Liga: 2013–2014
- Amateurligen: bis 2013, seit 2014

## Ehemalige Trainer (Auswahl)
- Hasan Vezir